# Tripy Makonda
Tripy Makonda est un footballeur français, né le 24 janvier 1990 à Ivry-sur-Seine, de parents d'origine zaïroise évoluant au poste d'arrière gauche. Il est actuellement libre de tout contrat.

## Biographie

### Parcours en club

#### PSG
Passé par l'ACBB, il arrive en 2002, à 12 ans, au Paris Saint-Germain. Milieu relayeur de formation, il se fait remarquer à ce poste avec les 18 ans Nationaux avec lesquels il est champion de France en 2006 puis évolue comme milieu relayeur ou ailier gauche à partir de son intégration en CFA en janvier 2008 (12 matchs lors de la saison 2007/2008), il est ensuite replacé au poste de latéral gauche par Bertrand Reuzeau et se fixe alors à ce poste. En 2008, il signe un contrat stagiaire.
Il débute en équipe première lors de la saison 2008-2009 et dispute son premier match professionnel à tout juste 19 ans, le 18 février 2009 en coupe de l'UEFA contre VfL Wolfsburg où il joue une heure. À la suite de la blessure de Sylvain Armand, il joue pour la première fois en tant que titulaire en Ligue 1 lors du match PSG-OGC Nice qui compte pour la 30e journée de championnat, il est ensuite de nouveau titulaire lors du déplacement au Lille OSC. Pour ses premiers matchs Paul Le Guen l'utilise aussi bien comme latéral en remplacement de Sylvain Armand que comme ailier gauche.
Le 22 juin 2009, Tripy Makonda signe son premier contrat professionnel d'une durée de trois ans avec le Paris Saint-Germain. Lors de la saison 2009-2010 qui voit le départ de Paul Le Guen, il ne rentre pas dans les plans du nouvel entraîneur Antoine Kombouaré et ne joue qu'à deux reprises dans la saison. En 2010-2011, il obtient surtout du temps de jeu grâce au bon parcours du PSG en Ligue Europa et n'apparaît qu'à quatre reprises en championnat. Au cours du mercato d'hiver 2011, son nom est prononcé comme future recrue au Benfica en tant que remplaçant de Fábio Coentrão,, et également à Blackburn Rovers.

#### Stade brestois
Le 22 juillet 2011 il rejoint le Stade Brestois 29 pour quatre saisons. Il y retrouve Ahmed Kantari et Johan Martial, tous deux passés par le centre de formation du Paris Saint-Germain.
Au début de la saison 2011-2012, Tripy Makonda est promu titulaire sur le côté gauche de la défense brestoise à quatre occasions lors des huit premières journées. Après une erreur contre Ajaccio, Santiago Gentiletti puis Grégory Lorenzi lui sont systématiquement préférés par son entraineur Alex Dupont. En manque de temps de jeu, son prêt est envisagé lors du mercato hivernal. En janvier, une blessure au genou l'éloigne des terrains pendant un mois.
Il n'est quasiment pas utilisé par Landry Chauvin lors de la saison 2012-2013. Lors du mercato hivernal un prêt en Belgique puis au Panathinaïkos est évoqué mais ne se réalise finalement pas.

#### Académica de Coimbra
Au début du mois de février 2015, Tripy Makonda s'engage jusqu'en 2018 avec l'Académica de Coimbra, club de première division portugaise, après avoir disputé onze matchs de Ligue 2 lors de la première partie de saison. Il fait ses débuts avec l'équipe de la capitale des étudiants portugais, le 4 février, en Coupe de la Ligue portugaise de football, face à l'União da Madeira, club qui évolue en seconde division portugaise. Il entre à la 66e minute à la place d'Aderlan, puis à la 83e il fait une faute dans la surface de réparation, ce qui lui vaut un carton et un pénalty contre la Briosa. Ses débuts en championnat ont lieu le 15 mars, il est titulaire sur le côté gauche du milieu académiste, mais à la suite d'une entorse du genou gauche, il est remplacé dès la 43e minute. Des examens complémentaires montre qu'il souffre d'une rupture du ligament croisé antérieur, ce qui le tient éloigné des terrains pour une période de six mois. Peu utilisé à son retour le club est relégué en deuxième division portugaise en fin de saison 2015-2016.
La saison suivante, il retrouve une place de titulaire et inscrit son premier but au Portugal sur un coup franc, le 10 octobre 2016 contre le Varzim SC (victoire 3-2).

#### Période sans club et monde amateur
Après une année sans fouler les terrains en compétition, Tripy Makonda rejoint l'AS Poissy (National 2) en octobre 2018. Ses relations avec Karl Olive ont fait faciliter ce transfert, alors que des clubs de deuxième division portugaise et le Lausanne-Sport s'intéressaient à lui, sans toutefois s'entendre sur un salaire.

### Parcours en sélection
En mai 2008, il participe à la Slovakia Cup avec la sélection des moins de 18 ans. Il fait partie de la sélection française qui finit demi-finaliste du Championnat d'Europe de football des moins de 19 ans 2009 en Ukraine. Il inscrit un but contre la Roumanie lors de la qualification.
En mai 2010, il participe au Tournoi de Toulon 2010 avec les moins de 20 ans. Le 8 octobre 2010, il évolue pour la première fois avec l'équipe de France espoirs face à la Turquie, comme titulaire sur le côté gauche de la défense tricolore.
En septembre 2011, il est à nouveau appelé par Erick Mombaerts pour un stage de préparation avec l'équipe de France espoirs.

## Divers
Il intervient régulièrement depuis 2020 dans l'émission 100% PSG sur France Bleu Paris, sous la houlette d'Eric Rabesandratana.

## Palmarès
- Champion de France des moins de 18 ans en 2006 avec le Paris Saint-Germain

## Statistiques
| Saison                | Club                         | Championnat           | Championnat | Championnat | Coupe nationale | Coupe nationale | Coupe de la Ligue | Coupe de la Ligue | Compétition(s) continentale(s) | Compétition(s) continentale(s) | Compétition(s) continentale(s) | Total | Total |
| Saison                | Club                         | Division              | M.          | B.          | M.              | B.              | M.                | B.                | Comp.                          | M.                             | B.                             | M.    | B.    |
| 2008-2009             | Paris Saint-Germain          | Ligue 1               | 4           | 0           | 1               | 0               | -                 | -                 | C3                             | 3                              | 0                              | 8     | 0     |
| 2009-2010             | Paris Saint-Germain          | Ligue 1               | 1           | 0           | -               | -               | 1                 | 0                 | -                              | -                              | -                              | 2     | 0     |
| 2010-2011             | Paris Saint-Germain          | Ligue 1               | 4           | 0           | 2               | 0               | 3                 | 0                 | C3                             | 7                              | 0                              | 16    | 0     |
| Sous-total            | Sous-total                   | Sous-total            | 9           | 0           | 3               | 0               | 4                 | 0                 | -                              | 10                             | 0                              | 26    | 0     |
| 2011-2012             | Stade brestois               | Ligue 1               | 8           | 0           | -               | -               | -                 | -                 | -                              | -                              | -                              | 8     | 0     |
| 2012-2013             | Stade brestois               | Ligue 1               | 7           | 0           | 3               | 0               | -                 | -                 | -                              | -                              | -                              | 10    | 0     |
| 2013-2014             | Stade brestois               | Ligue 2               | 21          | 0           | 1               | 0               | 1                 | 0                 | -                              | -                              | -                              | 23    | 0     |
| 2014-2015             | Stade brestois               | Ligue 2               | 11          | 0           | 0               | 0               | 1                 | 0                 | -                              | -                              | -                              | 12    | 0     |
| Sous-total            | Sous-total                   | Sous-total            | 47          | 0           | 4               | 0               | 2                 | 0                 | -                              | -                              | -                              | 53    | 0     |
| 2014-2015             | Académica de Coimbra         | Primeira Liga         | 2           | 0           | 0               | 0               | 1                 | 0                 | -                              | -                              | -                              | 3     | 0     |
| 2015-2016             | Académica de Coimbra         | Primeira Liga         | 1           | 0           | 0               | 0               | -                 | -                 | -                              | -                              | -                              | 1     | 0     |
| 2016-2017             | Académica de Coimbra         | Segunda Liga          | 32          | 2           | 5               | 0               | 1                 | 0                 | -                              | -                              | -                              | 38    | 2     |
| Sous-total            | Sous-total                   | Sous-total            | 36          | 2           | 5               | 0               | 1                 | 0                 | -                              | -                              | -                              | 42    | 2     |
| 2019-2020             | FC Blue Boys Muhlenbach (en) | Division Nationale    | 13          | 2           | -               | -               | -                 | -                 | -                              | -                              | -                              | 13    | 2     |
| Sous-total            | Sous-total                   | Sous-total            | 13          | 2           | -               | -               | -                 | -                 | -                              | -                              | -                              | 13    | 2     |
| 2020-2021             | Hamm Benfica                 | Division Nationale    | 15          | 0           | -               | -               | -                 | -                 | -                              | -                              | -                              | 15    | 0     |
| Sous-total            | Sous-total                   | Sous-total            | 15          | 0           | -               | -               | -                 | -                 | -                              | -                              | -                              | 15    | 0     |
| Total sur la carrière | Total sur la carrière        | Total sur la carrière | 120         | 4           | 12              | 0               | 7                 | 0                 | -                              | 10                             | 0                              | 149   | 4     |